# Caillet-Einschienenbahn

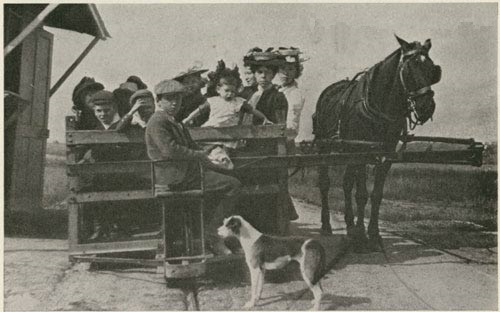
Hester's Horse Drawn Mono Rail auf Canvey Island

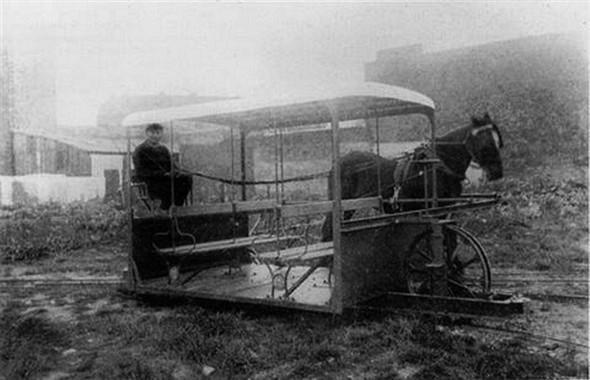
Personenwagen

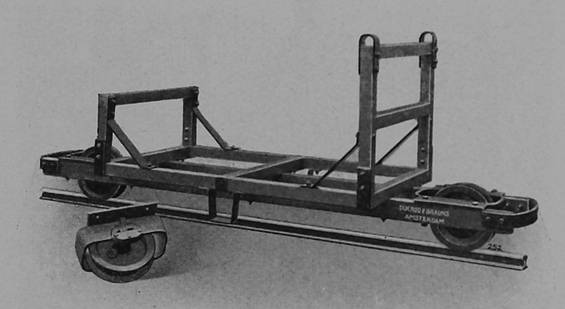
Cailet Monorail von Du Croo and Brauns

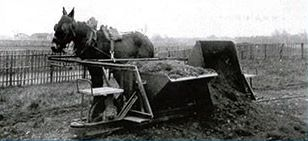
Kipplore

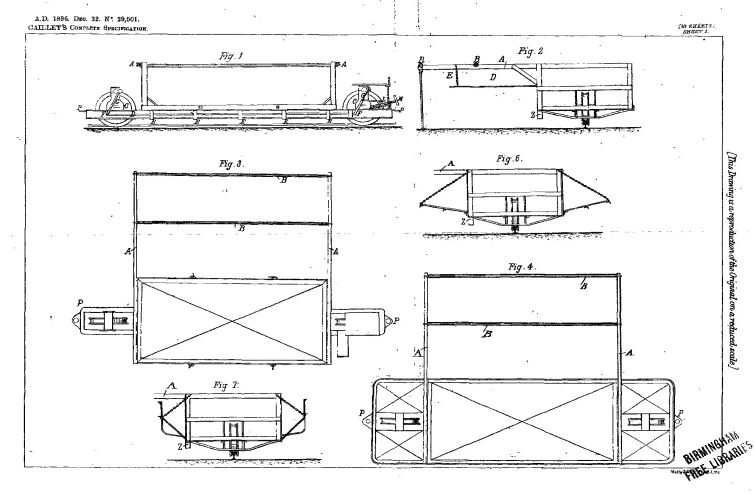
Skizze aus der Patentanmeldung von 1897

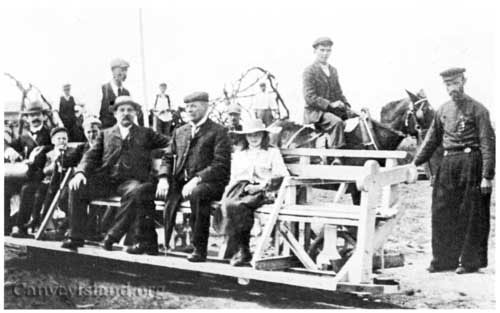
Hester's Horse Drawn Mono Rail auf Canvey Island

Die Caillet-Einschienenbahn war eine Einschienenbahn, die Ende des 19. Jahrhunderts von Henry Jules Caillet erfunden, patentiert und entwickelt wurde.

## Funktionsweise
Die Schienen der Caillet-Einschienenbahn wurden auf kleinen Stützplatten, die an der Innenseite der Schiene eingehakt wurden, direkt auf den Erdboden gelegt. Sie wurden über Fishplate-Laschen verschraubt. Obwohl es nur eine Schiene gab, konnten die Loren hintereinander jeweils zwei oder vier Räder haben, die sich alle in einer Linie befanden. Schwellen waren nicht erforderlich, und das Gleisbett musste nicht geschottert werden. Die Schienen konnten an Gefällstrecken zick-zack-förmig verlegt werden.
Die handbetriebenen Loren hatten Räder mit 250 mm (10 Zoll) Durchmesser, aber die größeren Fahrzeuge, die von Maultieren oder Pferden fortbewegt wurden, hatten Räder mit 500 mm (20 Zoll) Durchmesser. Die Zugkraft der Wagen wurde von den Seite mit Hilfe von ein oder zwei Rohrhebeln aufgebracht, und vom Bediener oder dem Zugtier im Gleichgewicht gehalten. Die Güterwagen hatten zwei Winkeleisenhebel, die durch bewegliche Schäfte verbunden waren, in die die Pferde eingespannt wurden. Der Abstand zwischen dem Boden der Fahrzeuge und der Schiene überschritt niemals ein paar Zentimeter, um den Schwerpunkt so niedrig wie möglich zu halten, wodurch der Aufwand zur Aufrechterhaltung des Gleichgewichts minimiert wurde. Wenn die Lore abgestellt wurde, lag sie auf einer Seite. Einige der Loren hatten bewegliche Ladebordwände, um das Be- und Entladen zu erleichtern.

## Vor- und Nachteile
Die Caillet-Einschienenbahn wurde insbesondere in Frankreich, Indien und Malaysia erfolgreich eingesetzt. 1910 erschien im Country Gentlemen's Association Estate Book ein Artikel, laut dem die Vorteile einer Schmalspurbahn für ein landwirtschaftliches Anwesen nicht in Frage gestellt werden mussten. Die Investitionskosten konnten durch den Bau einer Einschienenbahn um 75 % reduziert werden. Sie bestand aus Schienen mit 9 Pfund pro Yard, und einer Lore, die von einem Bediener oder einem Pferd oder einem Rad an einem rechtwinklig zur Lore angebrachten Ausleger balanciert wurde.
Das System war so leicht, dass es ohne großen Aufwand temporär über die Felder verlegt werden konnte. Die Transportkosten wurden gegenüber Pferdefuhrwerken auf ein Sechstel und der Zeitaufwand auf ein Drittel gesenkt.
Im Juni 1898 vergab Henry Jules Caillet, der in 7 Boulevard St. Denis, Paris wohnte, eine Lizenz an Eaton Devonshire aus Chislehurst. Daraufhin wurde im Oktober 1898 die ‘Monorail Portable Railway Company’ gegründet, die die Rechte in Großbritannien und den Kolonien des Commonwealth hielt. Am 17. November 1905 erschien eine Anzeige in The Engineer für ein Buch der ‘Monorail Portable Railway Company Limited’ mit Sitz in 22-23 Laurence Poutney Lane, London, in der Caillets zu diesem Zeitpunkt bereits wohlbekanntes Einschienenbahnsystem mit zahlreichen Bildern beschrieben wurde. Die Firma erlosch 1924.

## Errichtete Strecken
- Jubbulpore Gun Carriage Factory Monorail, 16 km (10 Meilen)
- Allapalli Sawmill Monorail, 6,4 km (4 Meilen)
- Quetta Municipality Night Soil Monorail, nicht erfolgreich, 1902 abgebaut
- Itsari Water Supply Project Monorail, 1914, 22 km (14 Meilen)
- Brasilien, von einer Mine zur Küste, 112 km (70 Meilen)
- Australien
  - Loxton Farming Company, Anfang 1911, Australien, 11 km (7 Meilen)[6]
  - Cairns, 1909, hölzerne Schienen, Staudammbauarbeiten
  - Bumbunga Lake, Lochiel, 1910
  - Adelaide Spring Show, November 1911, Demonstrationsstrecke
  - Unley Corporation, Mitcham, 1912
  - Pink Lake, Esperance, 1914[7]

## Patente
- Improvements in the Rolling Stock and Permanent Way of Single Rail Railways. Patent GB189629501 (A) vom 13. November 1897.
- Rolling stock and permanent way of single rail railways. Patent CA64038 (A) vom 29. September 1899.
- Matériel monorail de traction mécanique. Patent FR324729 (A) vom 9. April 1903.